# 东格拉加尔
东格拉加尔（Dongragarh），是印度恰蒂斯加尔邦Rajnandgaon县的一个城镇。总人口34440（2001年）。

## 人口
该地2001年总人口34440人，其中男性17456人，女性16984人；0—6岁人口4231人，其中男2222人，女2009人；识字率73.48%，其中男性为80.64%，女性为66.13%。